# Funduq
Un funduq o funduk (en griego πάνδοκος, "bienvenidos a todos" y término que proviene del árabe clásico فندق, "albergue", "almacén", también fondac) es un establecimiento público que constaba usualmente de posada, establo y almacén donde podían hospedarse los comerciantes, almacenar sus mercancías y realizar transacciones comerciales. 

## Historia
Ya se tienen noticias de funduqs desde el siglo IV a. C. aunque posteriormente, durante la Edad Media, llegó a generalizarse en ciudades musulmanas principalmente del norte de África. Los fonduqs y también los caravasares fueron edificios esenciales en la vida de los habitantes de la medina. Eran grandes edificios organizados alrededor de un patio central, bordeados generalmente en la planta baja por talleres, establos y habitaciones en el piso de arriba.
Muchos de los antiguos funduqs tradicionales han llegado a nuestros días y se han reconvertido en establecimientos hosteleros como por ejemplo en el caso de Fez (Marruecos), donde se tienen contabilizado más de cien, muchos de ellos de gran importancia como el Funduq al-Najjariyyin, construido en el siglo XVIII por el sultán alauita Amin Adiyil, para proporcionar alojamiento y almacén a los mercaderes que llegaban a la ciudad. En la ciudad de Marrakech, existen alrededor de 140 funduqs, en particular los de la plaza Bab Fteuh.

En España se conservan algunos establecimienos importantes medievales como el denominado Corral del Carbón u originalmente Al-Funduq al-Gidida, construido en Granada durante el reino nazarí, con anterioridad a 1336. En julio de 2018 con recientes excavaciones, se han podido contabilizar hasta siete funduqs en la ciudad de Denia, de planta cuadrada o rectangular, con una superficie de entre 200 y 500 metros cuadrados.

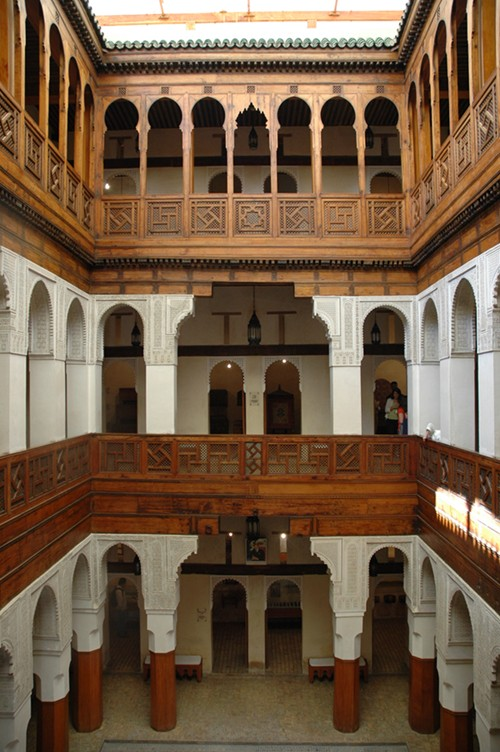
Funduq al-Najjariyyin en Fez, Marruecos.
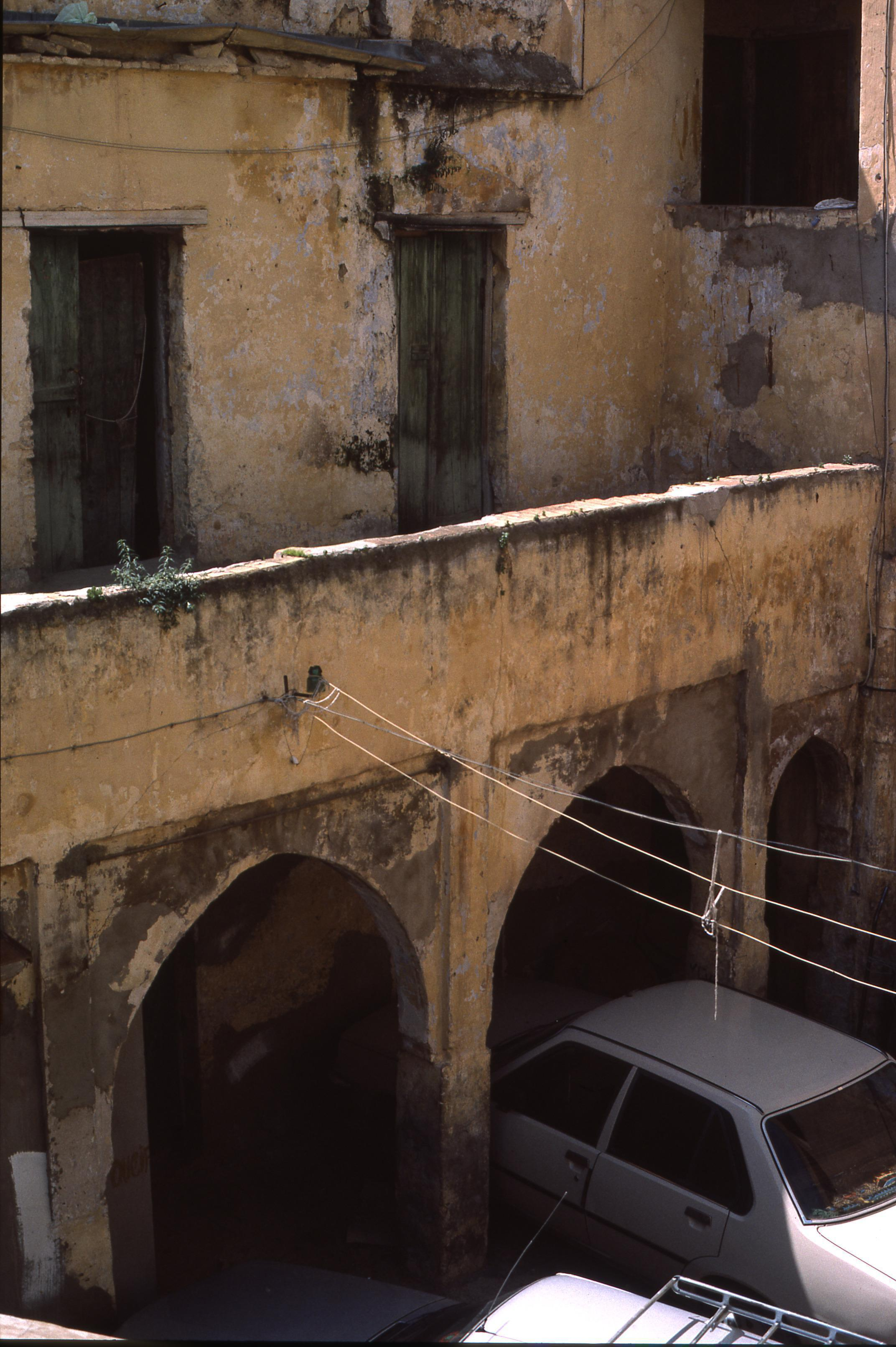
Funduq Sidi Mansour en Tremecén, Argelia.
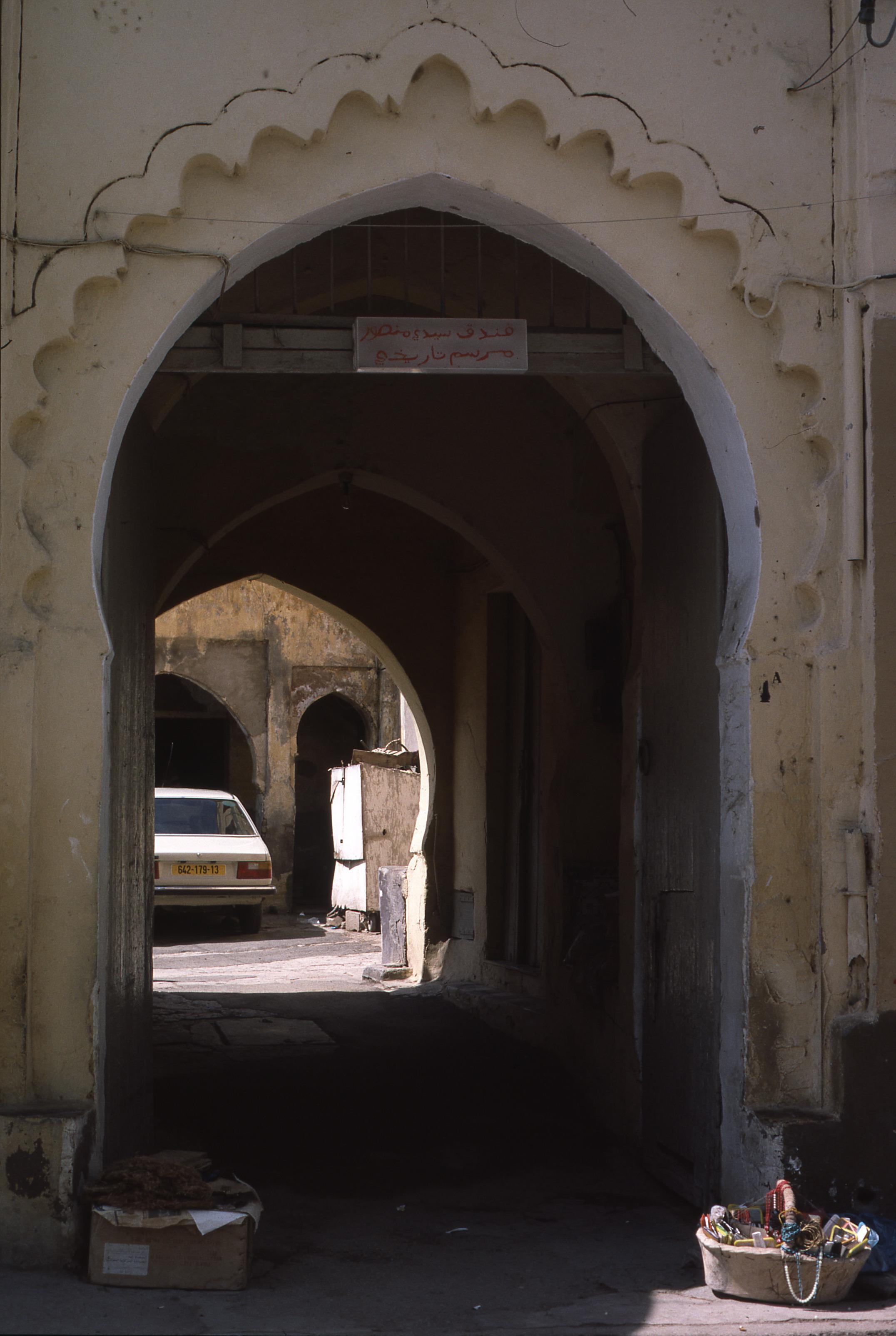
Funduq Sidi Mansour en Tremecén, Argelia.
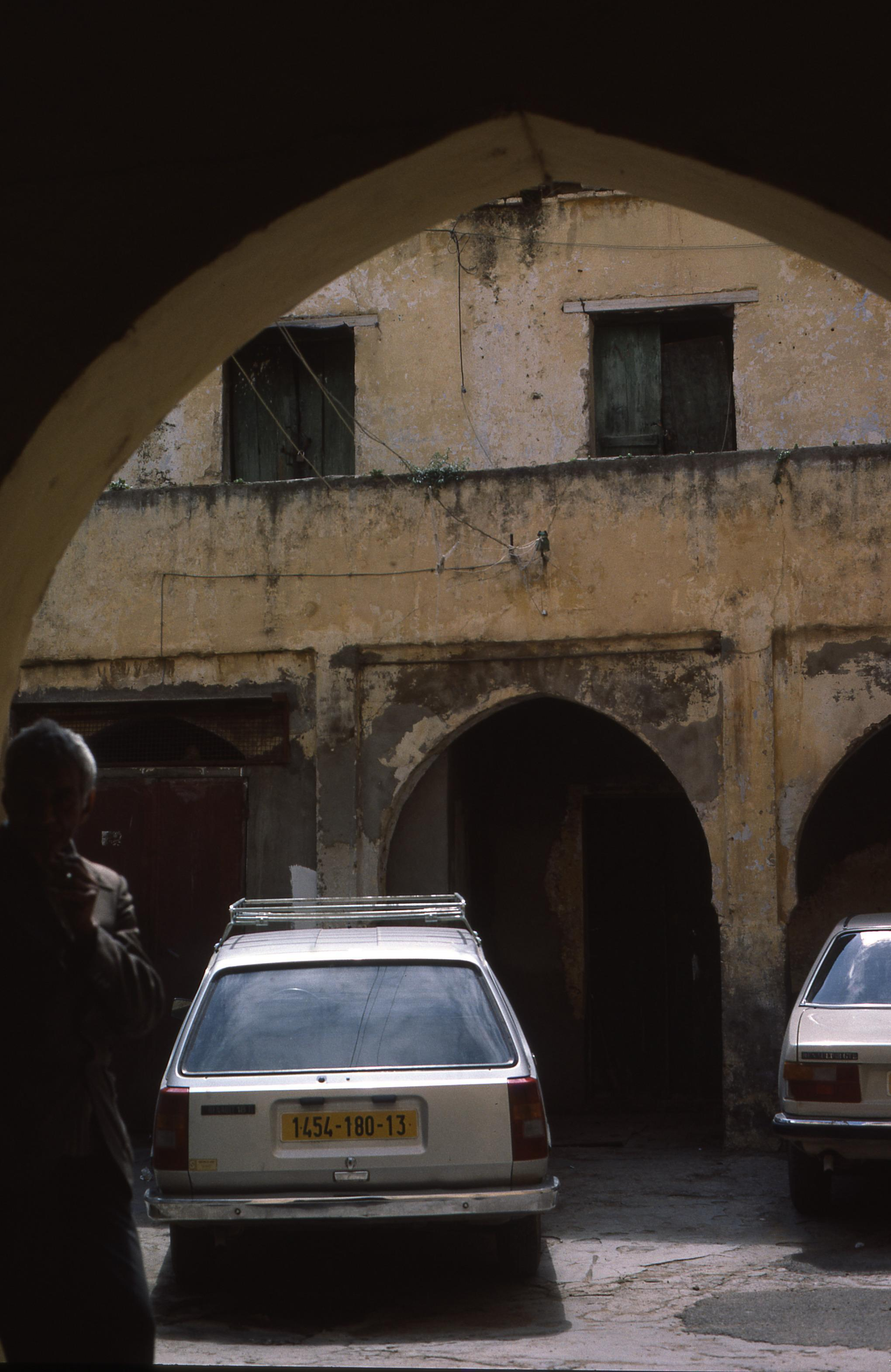
Funduq Sidi Mansour en Tremecén, Argelia.
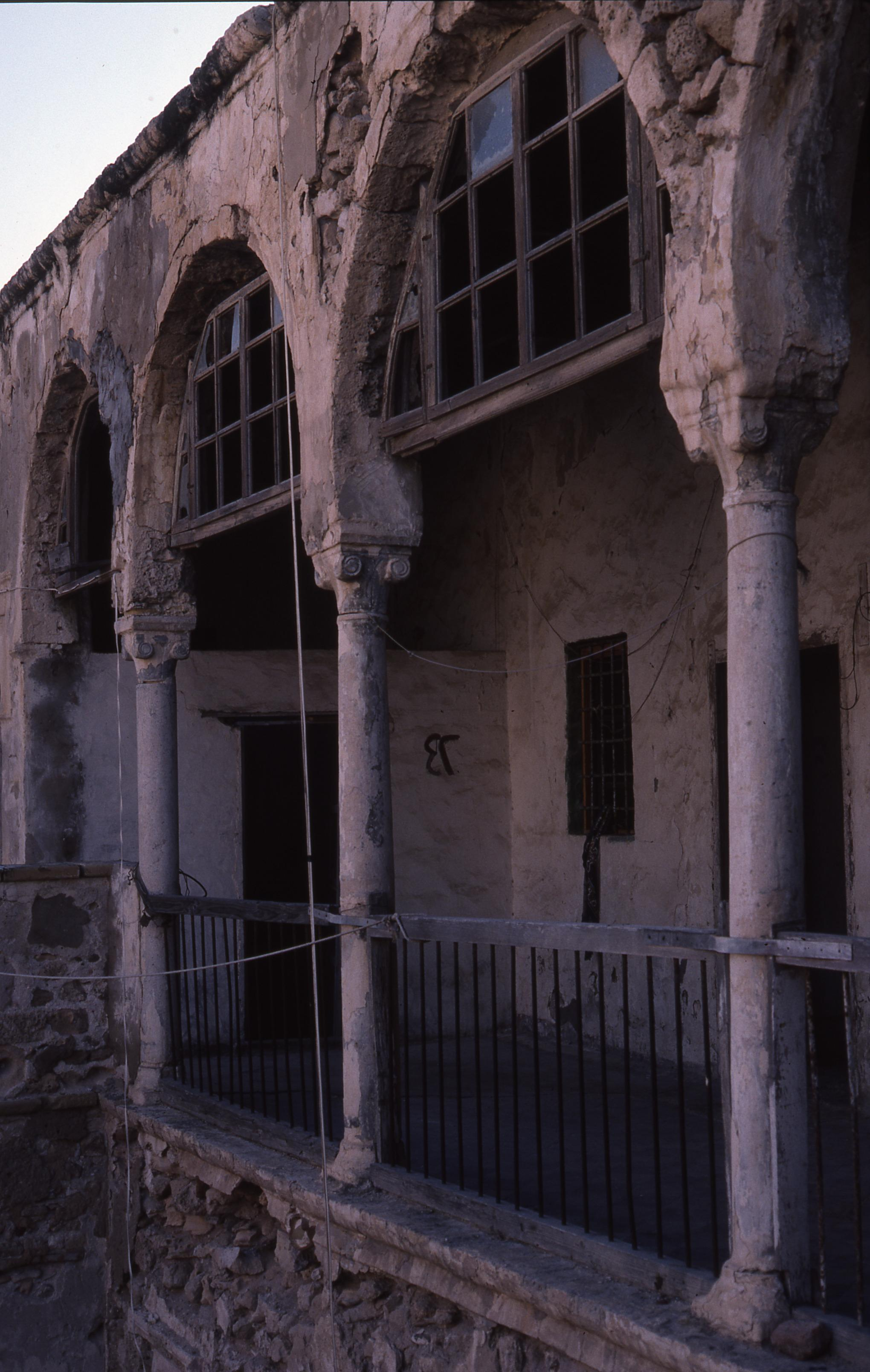
Funduq en Trípoli, Libia.
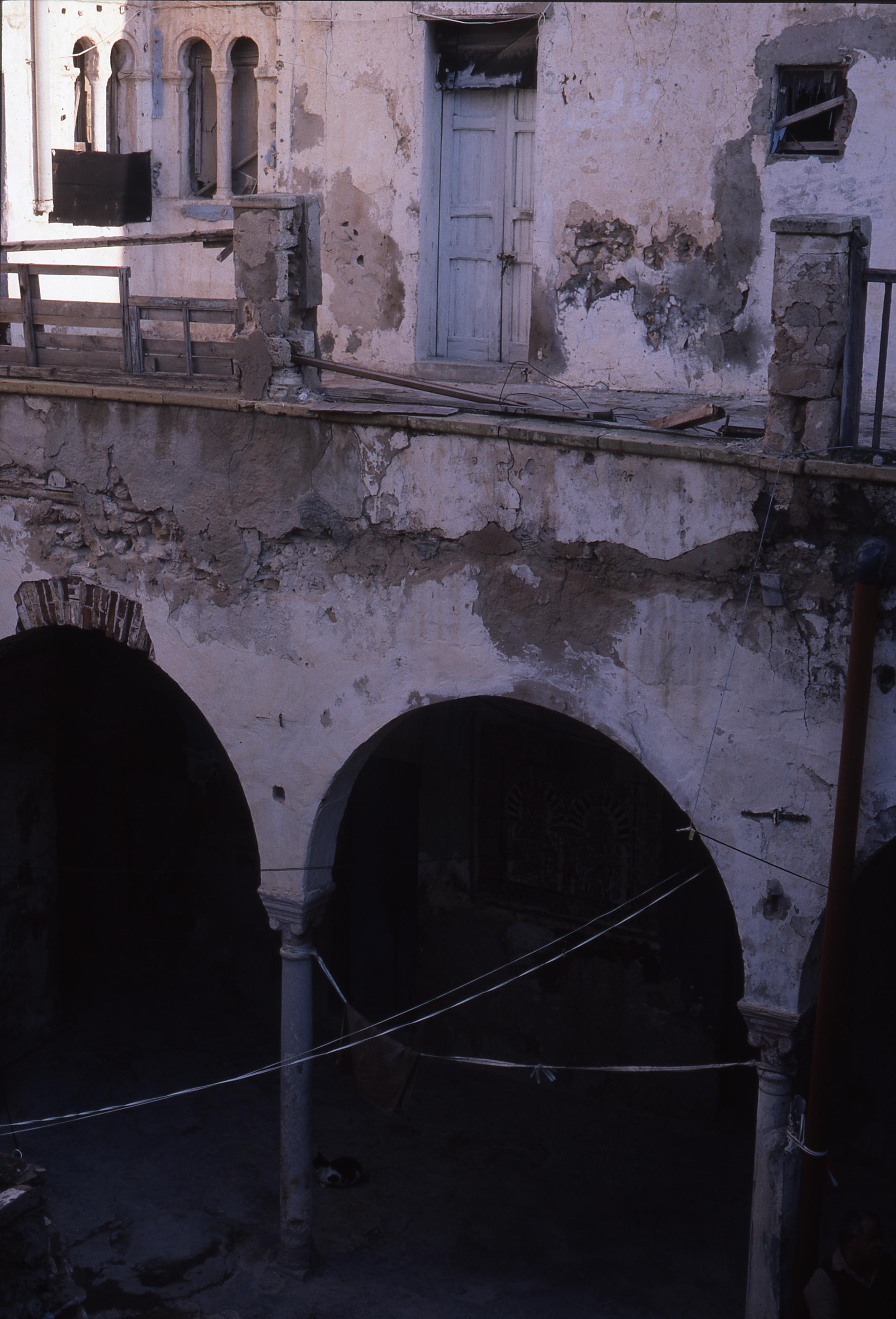
Funduq en Trípoli, Libia.

## Fondaco

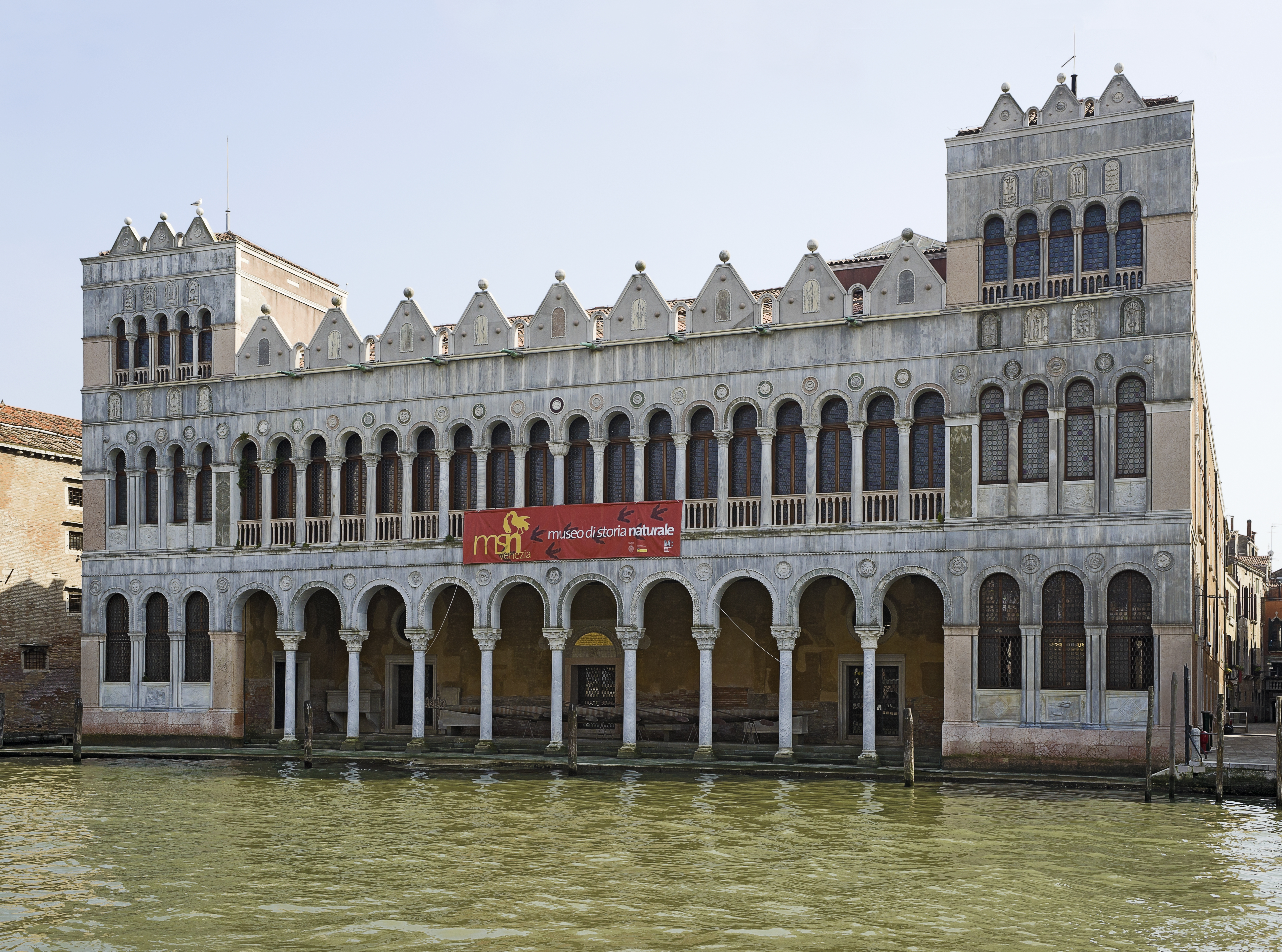
Fondaco dei Turchi en Venecia.

Tanto en Venecia, Génova, Nápoles y otras potentes ciudades comerciales del siglo XII existían puestos comerciales con funduqs, denominados en este caso fondaci (singular, fondaco), en la costa mediterránea. Estos espacios estaban reservados para el comercio y descarga de mercancías traídas de lugares tan lejanos como los funduqs de Palestina. Los primeros testimonios medievales de funduqs datan de mediados del siglo XII: Pisa, Valencia y Alejandría.
La presencia en los puertos mediterráneos más importantes de sus propios fondaci (como complejos utilizados para el comercio y el albergue de sus compatriotas) se consideraba una de las características para definir una ciudad como república marítima en la Edad Media que a su vez establecieron fondaci en centros importantes de comercio marítimo como Constantinopla o Alejandría. Un fondaco podía alcanzar el tamaño de un barrio, donde generalmente se llegaba a construir una iglesia o un hospicio y era gobernado por un bailío, que tenía también funciones de juez en las disputas económicas.
En Venecia todavía han subsistido varios fondaci, como el Fondaco dei Turchi y el Fondaco dei Tedeschi.